# مارك شيلتون
مارك شيلتون (بالإنجليزية: Mark Shelton)‏ هو فلاح وسياسي أسترالي، ولد في 20 فبراير 1959 في أستراليا. حزبياً، نشط في الحزب الليبرالي الأسترالي. وقد انتخب Speaker of the Tasmanian House of Assembly ‏ (17 أكتوبر 2017 – 1 مايو 2018) وانتخب عضو مجلس النواب تسمانيا من الجمعية عن دائرة Division of Lyons (state) ‏ (20 مارس 2010 – ).